# Могильщик чёрный
Могильщик чёрный (лат. Nicrophorus humator) — вид жуков-мертвоедов из подсемейства могильщиков.

## Описание
Длина тела 15-30 мм. Надкрылья чёрные. Эпиплевры могут быть коричневатыми. Булава усиков продолговатая, её вершинные членики желтого или желтовато-коричневого цвета.
Плечи покрыты торчащими редкими черными волосками. Переднеспинка округлая. Эпиплевры надкрылий лишены волосков, заднегрудь и задние края брюшных сегментов покрыты тёмными коричневыми или чёрными волосками. Задние голени прямые.

## Ареал
Вид широко распространен на территории Евразии, доходя на востоке до юга Западной Сибири. Ареал заходит в Северную Африку. Обитает во всех европейских странах (включая страны Кавказа и Закавказья), а также Казахстане и по всей Средней Азии, где он приурочен к горам.

## Биология
Широко распространенный лесной вид. Встречается в лесах, а за их пределами в гумидных стациях. Жуки встречаются в зависимости от участка ареала с марта по начало октября.
Являются некрофагами: питаются падалью как на стадии имаго, так и на личиночной стадии. Жуки закапывают трупы мелких животных в почву (за что жуки и получили своё название «могильщики») и проявляют развитую заботу о потомстве — личинках, подготавливая для них питательный субстрат. Чаще для откладки яиц использует трупы птиц массой до 50 г. Самец и самка вдвоем закапывают найденную падаль выгребая из-под неё землю; тем самым они прячут её от падальщиков (падальных мух и других жуков). Закапывание также предохраняет труп от пересыхания в период, когда им питаются личинки. При рыхлой почве зарывание происходит очень быстро, за несколько часов. Иногда, подрываясь под труп с одной стороны, могильщики постепенно перемещают его с места, неудобного для погребения. После зарывания самка откладывает поблизости яйца (обычно в земляной ямке). Как правило, одну тушку занимает одна пара жуков. Из отложенных яиц выходят личинки с 6 малоразвитыми ногами и группами из 6 глазков с каждой стороны. Интересной особенностью является забота о потомстве: хотя личинки способны питаться самостоятельно, родители растворяют пищеварительными ферментами ткани трупа, готовя для них питательный «бульон». Это позволяет личинкам быстрее развиваться. Через несколько дней личинки зарываются глубже в землю, где окукливаются, превращаясь во взрослых жуков.